# ジョン・ペンバートン

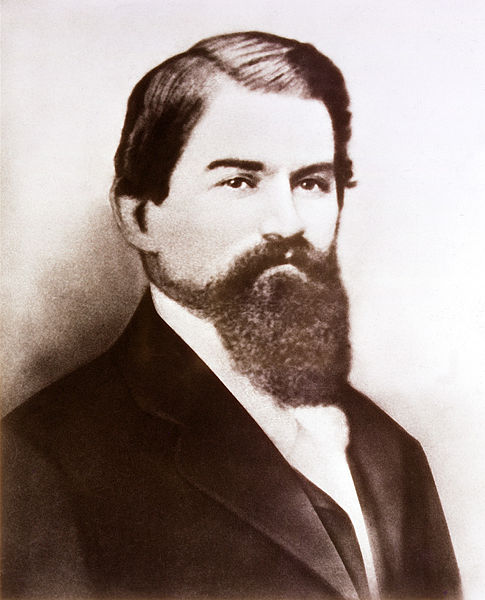
ジョン・ペンバートン

ジョン・ペンバートン（John Stith Pemberton、1831年7月8日 - 1888年8月16日）は、南部連合国軍人で、アメリカ合衆国の薬剤師である。コカ・コーラの発明者として有名だが、彼の生存中は薬用目的としてしか飲まれなかった。

## コカ・コーラの発明
ジョージア州コロンバスで薬剤師、化学者をしていた時、ペンバートンはワインにコカ、コーラとダミアナを加えたコカワインの研究をしていた。彼自身を含めた退役軍人の間で薬物中毒、うつ病、アルコール依存症が蔓延し、南部の女性は神経衰弱症で苦しむ中で、彼の薬用酒は、特に「女性、神経衰弱や胃腸、腎臓の痛みに悩むデスクワーク従事者、神経強壮薬や刺激剤を必要とする者」等に効果があると宣伝された。
1885年、アトランタとフルトン郡で禁酒法が施行されると、ペンバートンはコカワインを元にノンアルコールの代用品を作った。フランク・ロビンソンはこれにコカ・コーラという名前を付けた。この名前は2つの主要な原料を示しているが、コカ・コーラ社の名前にコカインを連想させる言葉が入っていることは後に議論を呼んだ。ロビンソンはボトルのロゴや宣伝も描いた。ペンバートンは多くの栄養機能表示を付け、「おいしくて、リフレッシュでき、スカッとして、爽快な」頭痛を癒し、疲れを取り除き、神経を落ち着ける飲み物として市場に投入した。
1888年、エイサ・キャンドラーがビジネスの権利を購入し、1894年、始めてボトルのコカ・コーラが販売された。第二次世界大戦中、ボトリング工場はヨーロッパ、アフリカ、太平洋に建設された。
ペンバートン自身はモルヒネ中毒に苦しんでいたため、コカの葉を含むコカ・コーラを飲んで中毒をコントロールしようとしていたのであった。ストリートで売られているコカインが15-35mgだったのに対して、コカ・コーラのオリジナルのレシピでは8.46mgのコカインを含むと言われている。しかし、コカの葉の効果は、コーラの実に含まれるカフェインによってかなり中和されるという目論見であった。そのため、コカ・コーラは当初、様々な効能の他に、モルヒネやアヘンの中毒の治療にも使えると宣伝されていた。